# Adrián Jusino
Adrián Jusino Cerruto (Springfield, Massachusetts; 9 de julio de 1992) es un futbolista boliviano. Juega como defensa y su actual equipo es el  The Strongest de la Primera División de Bolivia.

## Biografía
La madre de Adrián es boliviana y su padre estadounidense de ascendencia italiana/puertorriqueña, por eso cuenta con doble nacionalidad. Llegó junto a su madre a Bolivia a los tres meses de edad y pasó su infancia y juventud en Coroico, ciudad de Bolivia y desde ahí soñaba con ser futbolista.

## Selección nacional

### Participaciones en Copas Américas
| Copa              | Sede   | Resultado      | Partidos | Goles |
| ----------------- | ------ | -------------- | -------- | ----- |
| Copa América 2019 | Brasil | Fase de grupos | 3        | 0     |
| Copa América 2021 | Brasil | Fase de grupos | 4        | 0     |

## Clubes
| Club                  | País           | Año           |
| --------------------- | -------------- | ------------- |
| Bolívar (Inferiores)  | Bolivia        | 2008 - 2012   |
| Petrolero             | Bolivia        | 2013          |
| Unión Maestranza      | Bolivia        | 2013 - 2015   |
| Ventura County Fusion | Estados Unidos | 2016          |
| Always Ready          | Bolivia        | 2016 - 2017   |
| Tulsa Roughnecks      | Estados Unidos | 2018          |
| Bolívar               | Bolivia        | 2019-2020     |
| AE Larissas           | Grecia         | 2021          |
| The Strongest         | Bolivia        | 2021-presente |

## Palmarés

### Títulos nacionales
| Título           | Club          | País    | Año           |
| ---------------- | ------------- | ------- | ------------- |
| Primera División | Bolívar       | Bolivia | Apertura 2019 |
| Primera División | The Strongest | Bolivia | 2023          |